# Estádio Pierluigi Penzo
Estádio Pierluigi Penzo (em italiano, Stadio Pierluigi Penzo) é um estádio multiuso localizado em Veneza, na Itália.
Inaugurado em 1913, é o local onde o Venezia, principal clube da cidade, manda seus jogos. Com capacidade para receber 7.450 torcedores, seu nome homenageia o aviador italiano da Primeira Guerra Mundial, Pier Luigi Penzo. Antes, chegou a ter 13.400 lugares na expansão realizada em 1998 (o estádio chegou a sofrer algumas alterações em outros anos). Com o declínio financeiro da equipe, a direção teve que reduzir a capacidade para pouco mais de 5 mil lugares, até chegar aos atuais 7.450.
Seu recorde de público foi em 1966, quando 26 mil espectadores acompanharam Venezia e Milan. Possui uma peculiaridade: é o único estádio cujo principal acesso é realizado de barco.

## Setores
- Tribuna Centralissima
- Tribuna numerata Nord
- Tribuna numerata Sud
- Distinti
- Curva Nord
- Curva Sud